# Cadira BKF
La Cadira BKF és una cadira produïda el 1938-1939 pel Grupo Austral, format per Antoni Bonet Castellana, Juan Kurchan i Jorge Ferrari-Hardoyi. Aquesta cadira de repòs és potser un dels dissenys que més s'ha difós en exposicions arreu del món (París, Múnic, Buenos Aires, Tòquio, Londres, Amsterdam, Brussel·les, Ulm, Chicago, Nova York, Barcelona, etc.), i ha assolit un nombre inusitat de produccions.
Ja el 1959 la revista estatunidenca Fortune la situava entre els cent millors dissenys, i en gran part la seva fortuna provenia del fet que el 1943 n'hagués adquirit un exemplar el Museum of Modern Art de Nova York, quan Edgar Kaufmann, Jr., era director del Department of Industrial Design, i entrés des de llavors la col·lecció com a Hardoy Chair.
Les grans referències bibliogràfiques són al mateix temps una nova prova del succés d'aquest disseny, considerat ara com ara un dels clàssics, i això també ha representat que les imprecisions –nom, autor i lloc d'origen– es multipliquessin i difonguessin d'un mitjà a un altre.

## Història
La cadira va ser dissenyada per tres arquitectes: el català Antoni Bonet i dos argentins, Juan Kurchan i Jorge Ferrari-Hardoy de Buenos Aires. Són tres arquitectes provinents de París, en concret, de l'estudi de Le Corbusier. Al Buenos Aires dels anys trenta impulsen i creen el Grupo Austral (1938-1941) i la revista homònima Austral (1939) amb la voluntat d'aportar-hi el progrés del Moviment Modern, des de la nova sensibilitat estètica rupturista que l'avantguarda havia provocat.
L'experiència d'Antoni Bonet, format en el clima barceloní del GATCPAC (Grup d'Arquitectes i Tècnics Catalans per al Progrés de l'Arquitectura Contemporània) i de la poètica surrealista d'ADLAN (Amics de l'Art Nou), serà decisiva per impulsar aquest grup, així com l'esperit de col·lectiu. La cadira, denominada amb les sigles dels autors BKF, apareix en aquest context on l'acció de grup vol sintonitzar amb el que des d'Europa han anat proclamant les avantguardes.
Es dona a conèixer a través de la revista Austral, al mes d'octubre de 1939, on s'assenyala que es tracta d'un moble Modelo Austral. És, doncs, el producte d'un col·lectiu que de manera emblemàtica pren aquell mateix esperit que havia inspirat, a Catalunya, els models GATCPAC.
Té com antecedent més directe l'anomenada «Cadira Tripolina», una cadira plegable molt utilitzada, des del segle xix, com a cadira de campanya.

## Prestacions
BKF és una cadira de repòs que conjuga una gran síntesi constructiva de materials, una gran simplicitat estructural i una recerca formal basada en la sinuositat de formes en suspensió.
El prototip es basa en dos elements molt simples: l'estructura, resolta en tub de ferro de construcció de 12 mm –són dues peces simètriques soldades on s'entrecreuen; després s'ha emprat el ferro calibrat molt més llis i adherent per ser pintat– i, la part flexible de seient i respatller fusionats i tibats a manera de membrana que s'encaixa en els extrems de la curvatura del tub. I en aquest cas és el cuir tallat i cosit en quatre parts el que s'adapta i es flecteix amb el pes del cos.
La simplicitat, linealitat i naturalitat del disseny de formes biomòrfiques –clarament vinculades amb la poètica surrealista– reposades i embolcallades que conviden a seure-hi, amaguen la precisió i la racionalitat del disseny que brinda l'angle d'inclinació dels ferros corbats.
Alguns autors han assenyalat que la cadira era una reinterpretació de Tripolina, que l'enginyer britànic Joseph Beverly Fenby dissenyà el 1855; utilitzada pels oficials britànics i italians en les campanyes al nord d'Àfrica i manufacturada per la Gold Medal Company, obtingué un gran èxit i difusió.
Certament, a l'agost de 1938 tingué lloc a Buenos Aires l'Exposición Italiana de Arte Decorativo, i, presentada per la firma Paolo Viganó, la Tripolina de Fenby –com ha assenyalat Ricardo Blanco– s'hi va exposar. Però entre una cadira i l'altra, hi ha una gran distància de concepte. El disseny de l'enginyer britànic és més pròxim al concepte de disseny funcional i utilitari de Henry Cole, mentre que BKF ho és de tot el pòsit que l'avantguardisme havia fet seu, de manera que assoleix un valor veritablement escultòric.

## Còpies i diversitat de noms
La fortuna històrica i les circumstàncies en què se situa, després de la Segona Guerra Mundial, contribuiran a modelar una nova estetització de l'objecte dissenyat fent-ne desaparèixer aquell esperit de grup que n'havia animat el disseny: el mític "Modelo Austral". Així doncs, els diferents noms amb què se l'ha conegut també contribuiran a fer-ne fluctuar l'autoria. A través de la firma Knoll se la va anomenar Butterfly; com a Hardoy Chair a partir d'ingressar a la col·lecció del MoMA i la difusió de l'historiador i dissenyador George Nelson; o també com Style AA –per la revista L'Architecture d'Aujord'hui–, ja que les inicials AA superposades es converteixen en la silueta de la cadira. A Catalunya se l'ha denominat Cadira Bonet, mentre que a l'Argentina s'ha considerat un disseny exclusiu del país.

## Producció
La cadira va ser produïda per diverses empreses al llarg del segle XX:
- Grupo Austral, Buenos Aires, Argentina, 1938-1941
- ArteK-Pascoe Inc, Nova York, c. 1941-1947
- Knoll Associates Inc, Nova York, 1948-1975
- Pierre Guys, París, 1943-1953
- Bestform, Barcelona, 1956-1983
- MYC, SA, Rubí, Barcelona, c. 1960-1979
- Stöhr Import Export GmbH, Alemanya a partir de 1982
- Ededis, SA, Mollet del Vallès, Barcelona a partir de 1991

## Presència a museus
Un prototip d'aquesta cadira va entrar a formar part de la col·lecció del Museu de les Arts Decoratives el 1994 gràcies a una donació de Victòria Bonet. El 1998 el museu en va adquirir una versió recent.

## Premis i reconeixements
- Primer Premi, 1943, Primer Salón de Artistas Decoradores, Buenos Aires, Argentina
- Premi Comissió Nacional de Cultura, 1943, Buenos Aires, Argentina
- Premi Adquisició, 1944, Museum of Modern Art, Nova York, Estats Units